# Vjekoslav
Vjekoslav je moško osebno ime.

## Izvor imena
Ime Vjekoslav je različica moškega osebnega inena Vekoslav.

## Pogostost imena
Po podatkih Statističnega urada Republike Slovenije je bilo na dan 31. decembra 2007 v Sloveniji število moških oseb z imenom Vjekoslav: 194.

## Osebni praznik
V koledarju je ime Vjekoslav zaposano skupaj z imenom Vekoslav.